# Helvi Sipilä

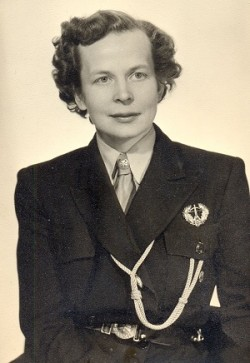
Helvi Sipilä in de jaren vijftig terwijl hij werkte voor de Finse Vereniging van Scoutmeisjes.

Helvi Linnea Aleksandra Sipilä (Helsinki, 5 mei 1915 - aldaar, 15 mei 2009) was een Finse diplomate, juriste en politica.
Sipilä begon haar loopbaan als advocaat. Zij werd de eerste vrouwelijke adjunct-secretaris-generaal van de Verenigde Naties. Zij was er van 1972 tot 1980 verantwoordelijk voor het centrum voor sociale ontwikkeling en humanitaire zaken. In 1975 organiseerde zij de eerste Wereldvrouwenconferentie en had een grote invloed op de beslissing van de Verenigde Naties voor de organisatie van het 'Jaar van de Vrouw' in 1975 en de oprichting van een Ontwikkelingsfonds voor vrouwen in 1976.
In 1982 was Sipilä de eerste vrouw ooit die kandidaat was voor het ambt van president van Finland. Zij deed dit bij de Liberale Volkspartij van Finland. Zij ontving twaalf eredoctoraten en in 2001 de titel van minister.

## Trivia

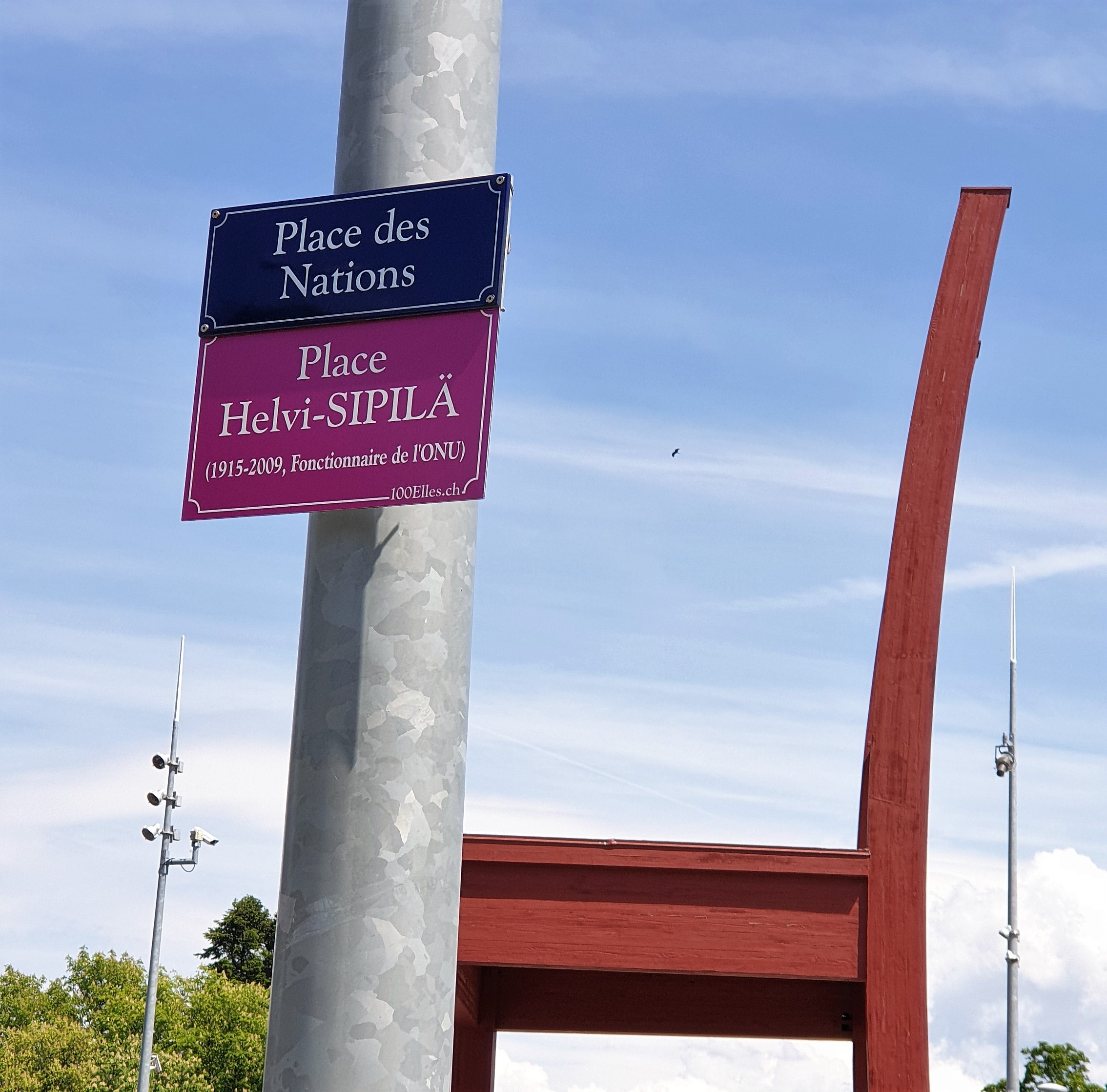
Alternatief straatnaambord van de actie 100Elles* in Genève, 2019.

- In 2019 werd in Genève door de actie 100Elles* een alternatief straatnaambord opgericht ter ere van Helvi Sipilä.

- Gemeinsame Normdatei: 1201805082
- International Standard Name Identifier: 0000 0000 3241 011X
- Library of Congress Control Number: n79073560
- Nationale Bibliotheek van Israël: 987007282694805171
- Nederlandse Thesaurus van Auteursnamen: 307898911
- Système universitaire de documentation: 079571077
- Virtual International Authority File: 6211191
- WorldCat: E39PBJghprWWm9K9Rwhm4VFBT3